# Oxytorus alfredi
Oxytorus alfredi är en stekelart som beskrevs av Ian D. Gauld och Mallet 2000. Oxytorus alfredi ingår i släktet Oxytorus och familjen brokparasitsteklar. Inga underarter finns listade i Catalogue of Life.